# 민물

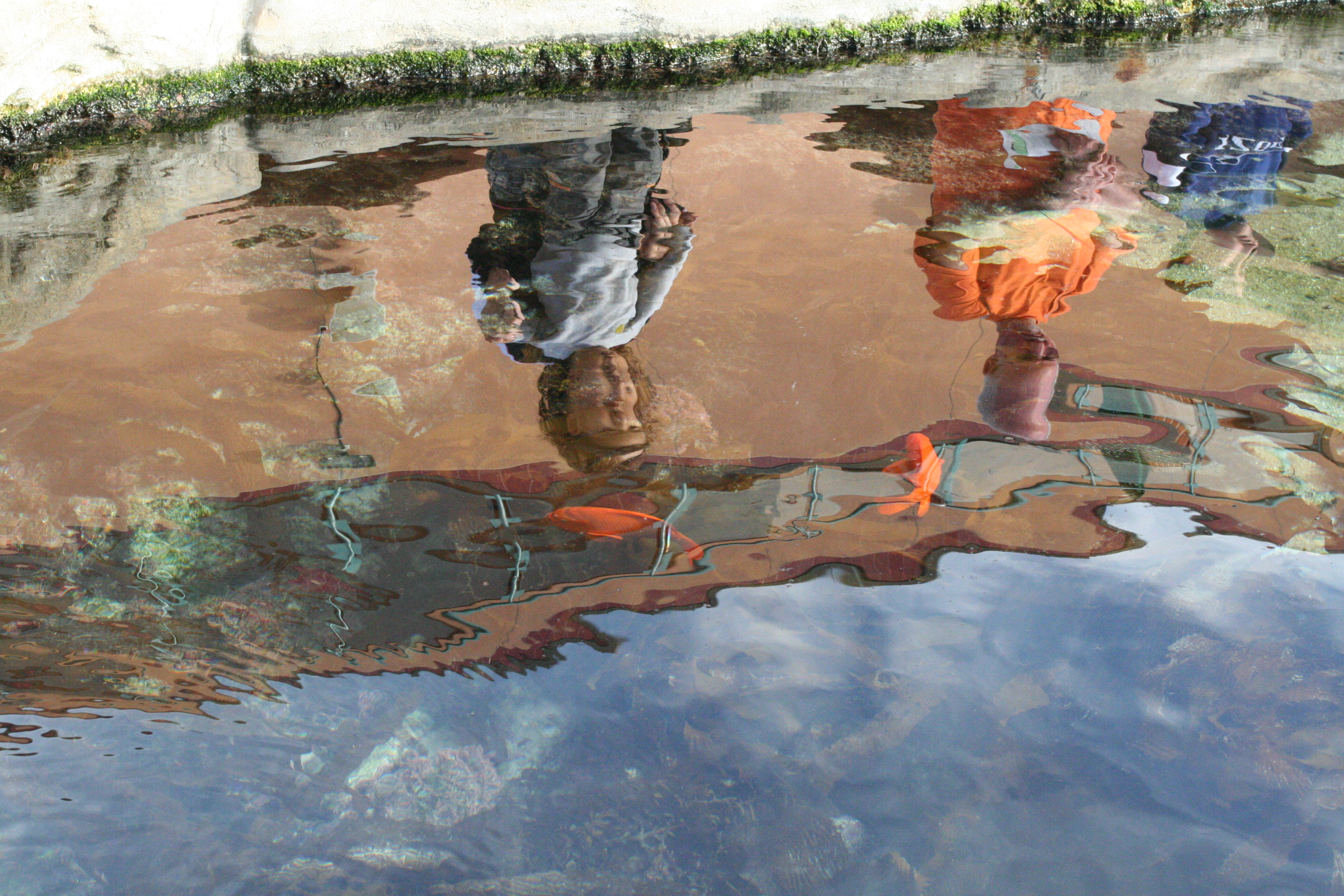

민물(freshwater) 또는 담수(淡水)는 염분이 거의 없어 짜지 않은 물을 가리킨다. 사람이 마실 수 있고, 농업에도 쓰이는 등 여러 가지 용도로 사용할 수 있다.

## 수치로 정의
민물은 염분이 천분의 0.5 부분보다 적은 물을 가리킨다. 민물은 호수, 강, 그리고 지하수를 포함하기도 한다. 민물의 궁극적인 원천은 대기가 침전한 것으로 비와 눈을 들 수 있다.
|               | 담수        | 저염수        | 염수/소금물     | 고염수           |
| 소금 농도 (‰) | <0.5        | 0.5~30        | 30~50           | >50              |
| 자연 사례     | 민물        | 짠물          | 짠물            | 짠물             |
| 자연 사례     | 민물        | 기수          | 바닷물(35) 염호 | 고염호 사해(340) |
| 이용 사례     | 식수 수돗물 | 생리식염수(9) |                 | 염지액           |

## 민물에서 살아가는 생물
민물에서 살아가는 생물들은 대부분이 강, 호수, 연못에서 생활하며 민물고기를 포함한 많은 생물들이 민물에서 서식한다. 또한 상어들 중에서 황소상어는 바닷물과 민물을 모두 적응해서 살아갈 수 있고 갠지스상어는 아예 민물에 완전히 적응하여 오로지 민물에서만 서식하는 민물상어가 된다.

## 같이 보기
- 물
- 수자원
- 바닷물
- 물의 순환

## 참조
1. ↑  “Groundwater Glossary”. 2006년 3월 27일. 2006년 4월 28일에 원본 문서에서 보존된 문서. 2006년 5월 14일에 확인함.